# Större sågsvartbagge
Större sågsvartbagge (Uloma culinaris) är en skalbaggsart som först beskrevs av Carl von Linné 1758.  Större sågsvartbagge ingår i släktet Uloma, och familjen svartbaggar. Enligt den svenska rödlistan är arten nära hotad i Sverige. Arten förekommer i Götaland, Gotland, Öland och Svealand. Artens livsmiljö är skogslandskap, jordbrukslandskap, stadsmiljö.

## Bildgalleri

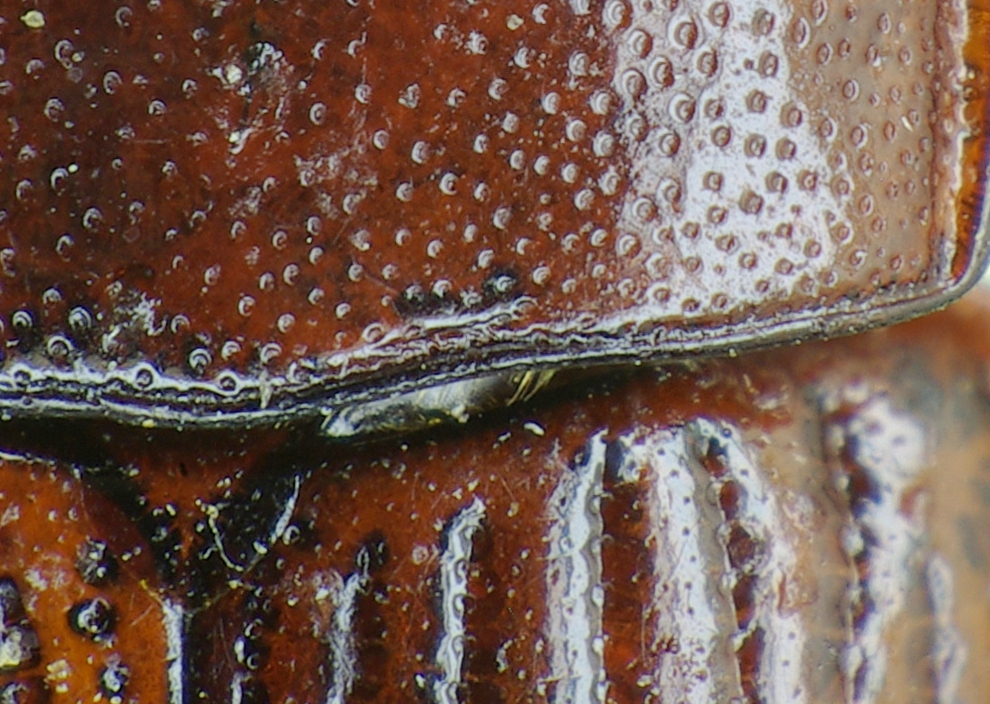
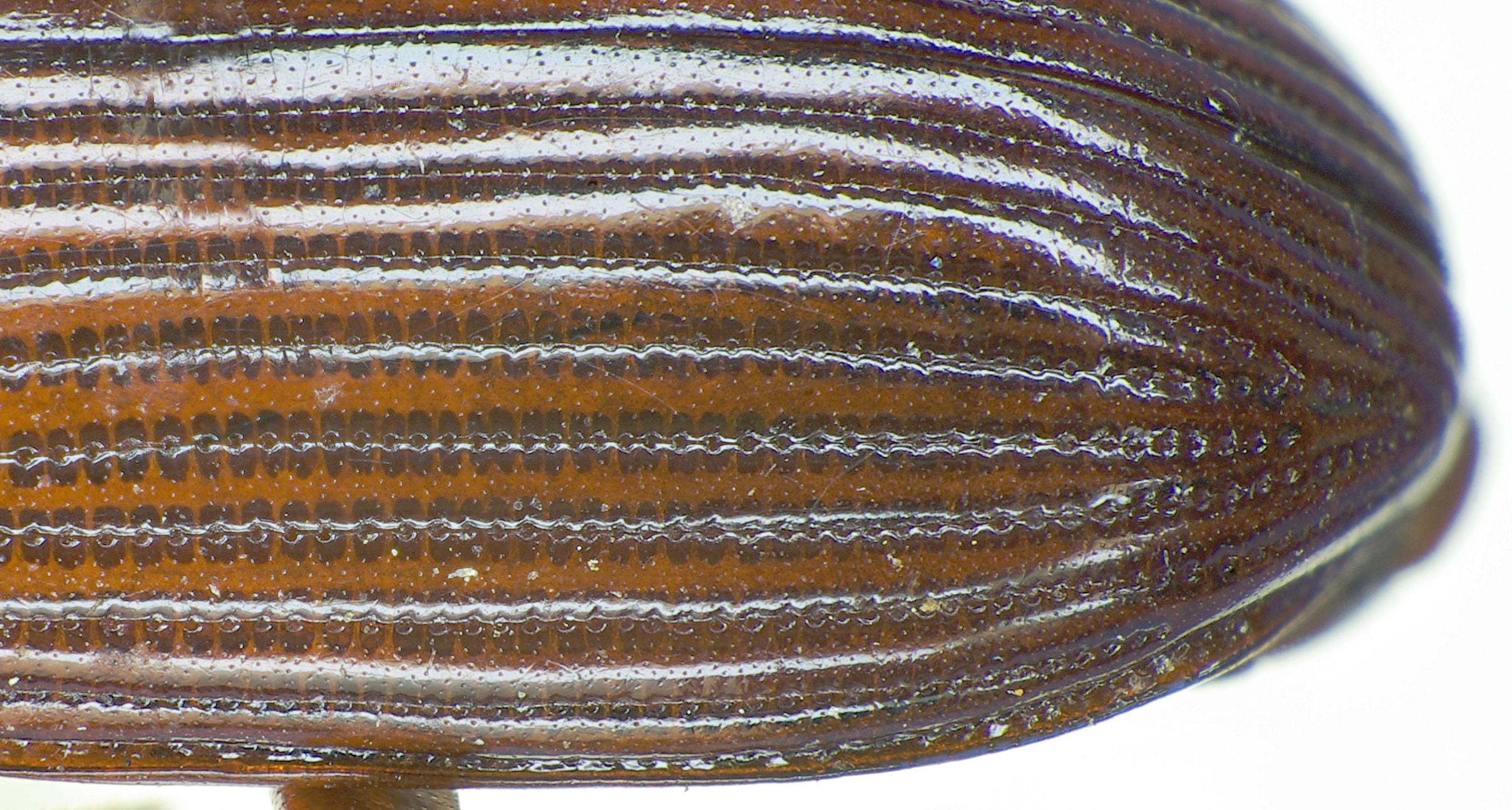
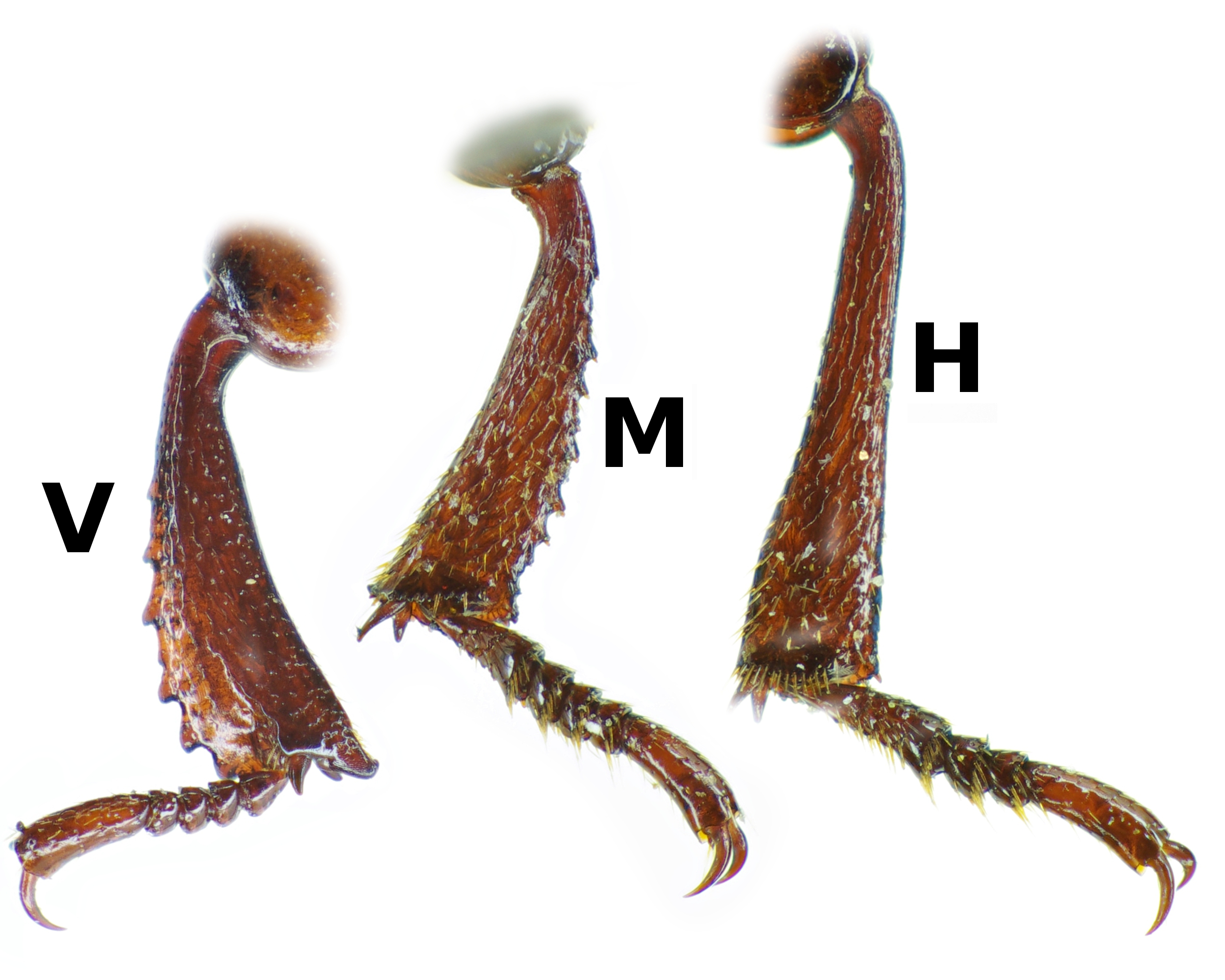
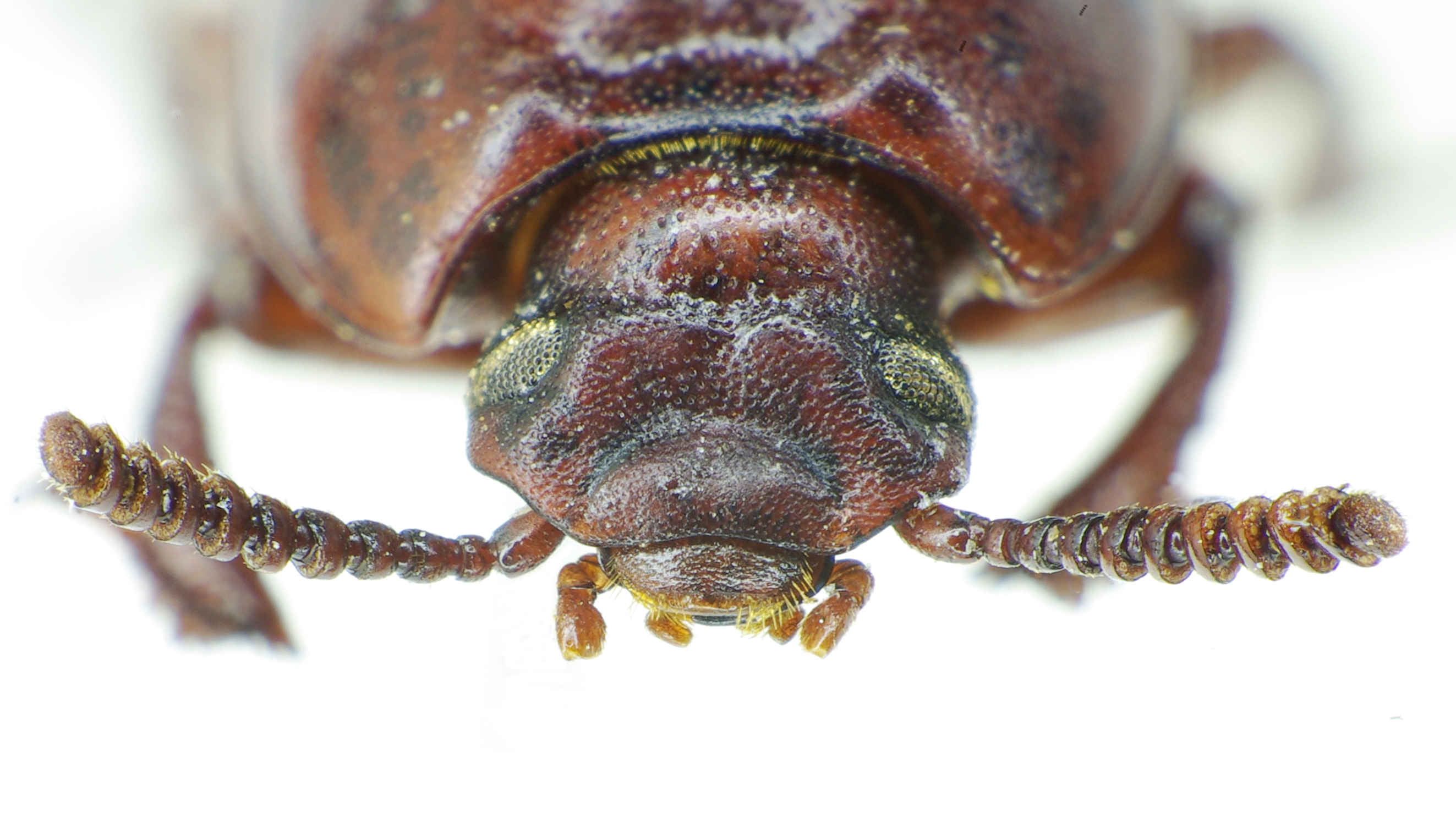
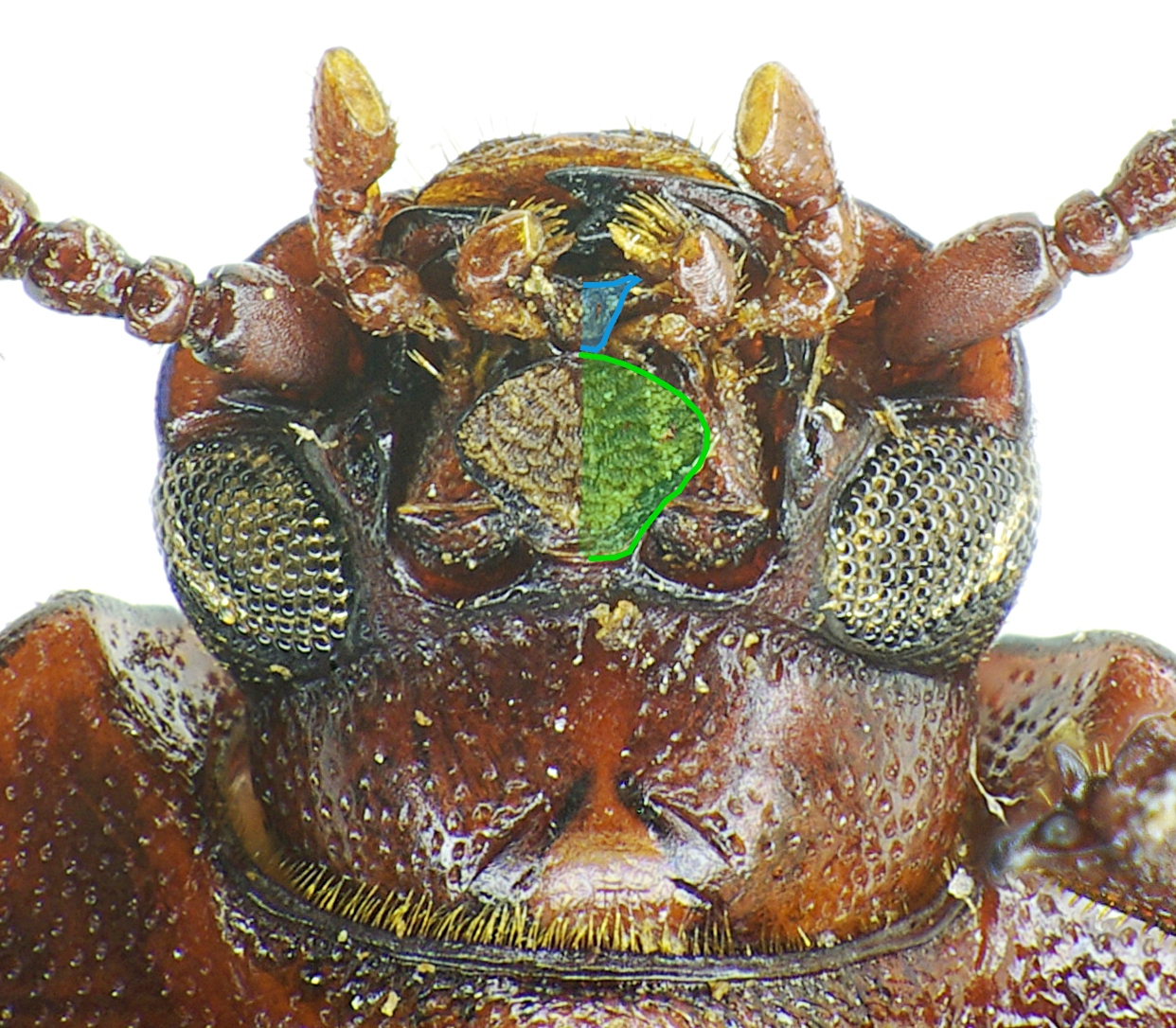
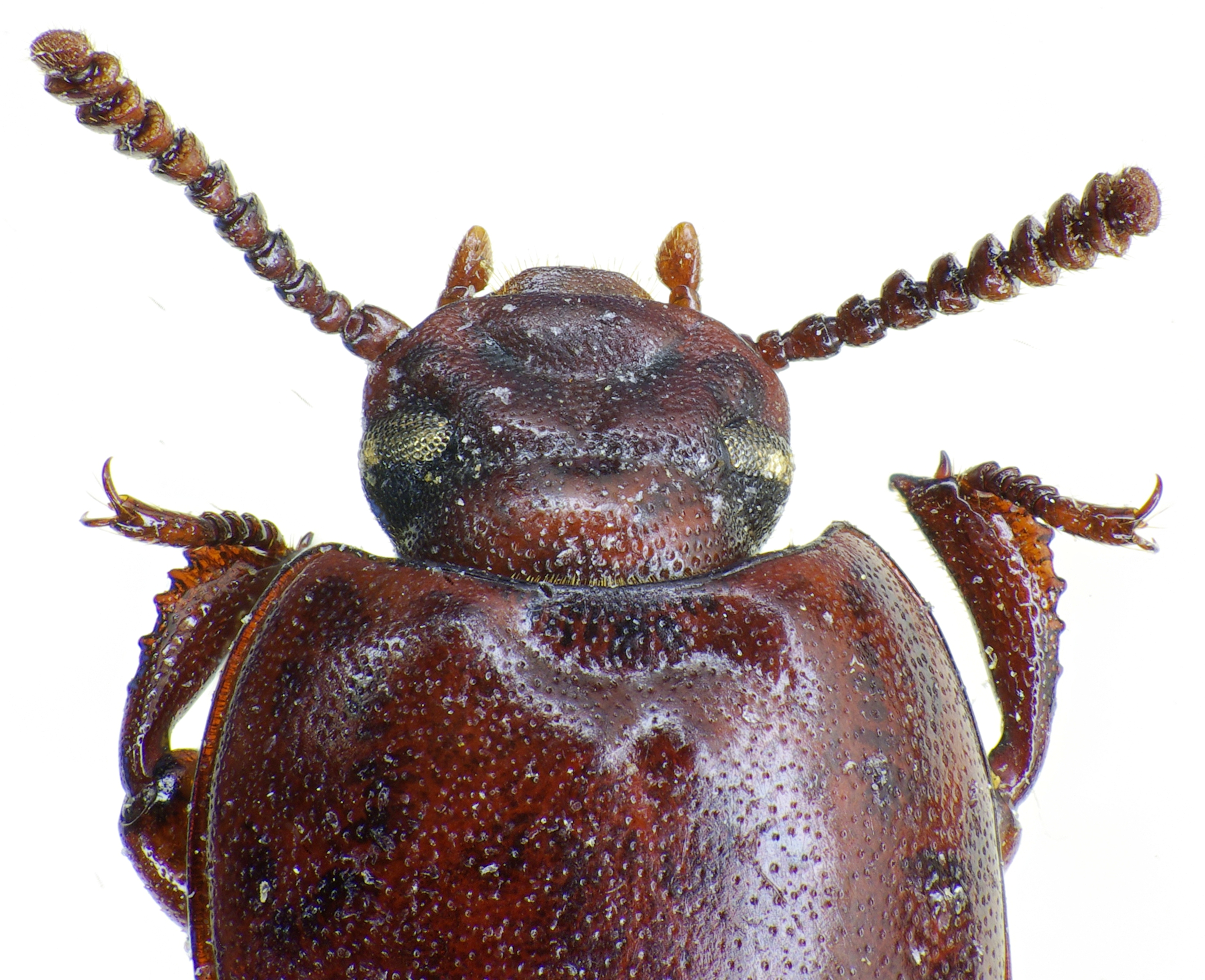